# INJEX Pharma
Die INJEX Pharma AG war ein Hersteller von Spritzen ohne Nadel. Im Anwendungsbereich Kosmetik wurden darüber hinaus für die Verwendung mit der nadellosen Spritze abgestimmte Wirkstoffe wie z. B. Hyaluron vertrieben.
Die nadellosen Spritzen wurden auch für die Tiermedizin hergestellt. Die Anwendung erfolgte vorwiegend bei Hunden und Katzen bei Zuckerkrankheit oder in der Lokalanästhesie.

## Gesellschaft und Geschichte
Die INJEX Pharma war eine Aktiengesellschaft, notiert seit 2008 an der Frankfurter Wertpapierbörse. 2011 übernahm sie das Geschäft der früheren Rösch AG mit nadellosen Spritzen. Gegründet wurde sie 2002 als Rösch & Frey GmbH.

## Geschäftstätigkeit
Die Verwaltung war in Berlin ansässig und die Haupt-Absatzmärkte waren neben Deutschland die USA, Kanada, Australien und Südamerika. Die Gesellschaft musste am 12. Februar 2015 beim Amtsgericht in Berlin-Charlottenburg Insolvenz anmelden. Am 13. Mai 2015 wurde die Gesellschaft dann aufgelöst.